# Remko Bicentini
Remko Bicentini (ur. 20 lutego 1968 w Nijmegen) – holenderski piłkarz, grający na pozycji obrońcy, trener piłkarski. Posiada również obywatelstwo Curaçao. Jego ojciec Moises Bicentini urodził się na Curaçao i też bronił barw NEC Nijmegen.

## Kariera piłkarska

### Kariera klubowa
W 1986 rozpoczął karierę piłkarską w NEC Nijmegen. Potem występował w mniej znanych klubach De Treffers, VV Germania, SV AWC i DIO'30.

## Kariera trenerska
W roku 2008 pomagał, a od 2009 do 2010 trenował narodową reprezentację Antyli Holenderskich. Po tym, jak w październiku 2010 Antyle Holenderskie przestały istnieć, pracował w klubach Beuningse Boys i Orion Nijmegen. Od 2011 pomaga trenować reprezentację Curaçao. Również w styczniu 2012 został mianowany na stanowisko głównego trenera SV AWC.
Bicentini jest założycielem i prezesem Fundacji Dutch Caribbean Stars.